# Inno e Marcia Pontificale
Inno e Marcia Pontificale (Hymn och påvlig marsch) är nationalsång för Vatikanstaten. Musiken komponerades av Charles Gounod (1818–1893), och texten är skriven av Antonio Allegra (1905–1969). Sången antogs som nationalsång 1950.

## Latin I
(Raffaello Lavagna) 

Sedes es Petri, qui Romae effudit sanguinem,

Petri, cui claves datae sunt regni caelorum.

Pontifex, Tu successor es Petri;

Pontifex, Tu magister es tuos confirmas fratres;

Pontifex, Tu qui Servus servorum Dei,

hominumque piscator, pastor es gregis,

ligans caelum et terram.

Pontifex, Tu Christi es vicarius super terram,

rupes inter fluctus, Tu es pharus in tenebris;

Tu pacis es vindex, Tu es unitatis custos,

vigil libertatis defensor; in Te potestas.

Tu Pontifex, firma es petra, et super petram hanc aedificata est Ecclesia Dei.

O felix Roma - O Roma nobilis.

## Latin II
(Evaristo D'Anversa) 

Salve, Roma! 

In te æterna stat historia, 

Inclyta, fulgent gloria 

Monumenta tot et aræ. 

Roma Petri et Pauli, 

Cunctis mater tu redemptis, 

Lúmen cunctæ in facie gentis 

Mundique sola spes! 

Salve, Roma! 

Cuius lux occasum nescit, 

Splendet, incandescit, 

Et iniquo oppilat os. 

Pater Beatissime, 

Annos Petri attinge, excede 

Unum, quæsumus, concede: 

Tu nobis benedic. 